# 复活节起义
復活節起義（英語：Easter Rising），又被英國稱為「复活节叛亂」，指的是於1916年4月復活節期間，發生在現今愛爾蘭共和國及北愛爾蘭的一次武裝起義。起義是由愛爾蘭共和派人發起的，目的是結束英國在愛爾蘭的統治，建立一個獨立的愛爾蘭共和國。這是自1798年爱尔兰起义以來最重大的起義，也是愛爾蘭革命時期的第一次武裝行動。 從1916年5月起，英國處決了起義的16名領導人，但不但未有壓制起義，反而激發了民眾對愛爾蘭獨立的支持。
起義是由愛爾蘭共和兄弟會的七人軍事委員會組織，从1916年4月24日復活節星期一開始，到4月30日，共持續了六天。在愛爾蘭語言學家派屈克·皮爾斯的帶領下，合并了由詹姆斯·康诺利领导的较小的爱尔兰公民军，在都柏林占据了关键据点，宣布爱尔兰共和国从英国独立。英國軍隊隨即派出數千名增援部隊、大砲和一艘砲艇，前往愛爾蘭平亂。在通往都柏林的道路上與叛亂分子發生巷戰，拖慢了增援英軍的前進速度並造成了許多人傷亡。 在都柏林的其他地方，狙擊戰和遠程槍戰持續發生着。最終，叛軍的主要據點逐漸被英軍包圍並被炮火轟擊。
英軍最終以人數和火力優勢成功鎮壓了起義，儘管零星的戰鬥仍在繼續，皮爾斯於4月29日星期六同意無條件投降。投降後英國仍處於戒嚴狀態，約有3,500人被英國拘捕，其中1,800人被送往英國的拘留營或監獄，起义领袖被交送军事法庭并被处死刑。尽管军事上起義是失败的，但英國對起義的鎮壓導致了公眾輿論的變化。1918年12月，新芬黨贏得了在愛爾蘭舉行的選舉，該黨召集了第一屆眾議院並宣布獨立，起义可以被认为是通往爱尔兰共和国的最终成立道路上的一块里程碑。

## 背景：议会政治与暴力
1800年聯合法令將大不列顛王國和愛爾蘭王國聯合為大不列顛及愛爾蘭聯合王國，廢除了愛爾蘭議會並賦予愛爾蘭在英國議會中的代表權。 從一開始許多愛爾蘭民族主義者就反對聯合，對在英國議會中缺乏足夠代表權感到不滿。另外，許多愛爾蘭民族主義者反感英國政府對愛爾蘭和愛爾蘭人民的處理，特別是在愛爾蘭大饑荒期間英國政府不幫助的行為。
该事件被视为爱尔兰独立道路上的关键转折点，因其标志着爱尔兰武力共和派和以约翰·雷德蒙德领导的爱尔兰议会党为代表主流且非暴力的爱尔兰民族主义派之间的分裂。雷德蒙德通过议会民主政治赢得了初步的在联合王国之内的爱尔兰自治，并由1914年第三部地方自治法保障之。这部法案受限于规定将爱尔兰分割成北爱尔兰和“南爱尔兰（現為愛爾蘭共和國）”。它在1914年被收入法典，不过在一战期间被推迟执行（最终在1920年爱尔兰政府法案下实行）。但是在战争末期，很大程度上由于起义的影响，民族主义选民的支持从议会党转向以新芬党为代表的武力共和派。

## 起义谋劃
复活节起义主要由爱尔兰志愿军发动，并由爱尔兰共和兄弟会（IRB）策划。1914年8月第一次世界大战爆发后不久，IRB最高委员会召开，按照古老的格言“英格兰的危机是爱尔兰的机会”，决定在战争结束前采取行动。为此IRB的财务主管汤姆·克拉克（Tom Clarke）成立了一个军事委员会。委员会由皮尔斯，埃蒙·坎特（Eamonn Ceannt）与约瑟夫·普朗克特（Joseph Plunkett）组成，克拉克本人与肖恩·麦克德莫特（Sean MacDermott）不久之后加入。他们都是IRB和（除了克拉克）爱尔兰志愿军成员。1913年成立之初，他们逐渐接管了志愿军，尽量将IRB的同志提升至领导阶层，因此至1916年多数志愿军领导成员专注于武力共和。一个值得注意的例外是志愿军的创始人奥恩·麦克内尔，他计划将志愿军作为一战后与英国的谈判资本，反对任何希望渺茫的叛乱。麦克内尔只同意在英国为了一战在爱尔兰强行征兵，或者有值得期许的成功希望的情况下发动起义。麦克内尔德观点甚至受到某些IRB成员支持，包括鲍尔默·霍布森（Bulmer Hobson）。然而，IRB内提倡武力的一派希望将他争取入自己一方（必要时使用谎言），或者完全绕过他的指挥。不过两者都未成功。

## 在复活节起义中被处决的人
- 帕特里克·皮尔斯
- Thomas J. Clarke（英语：Thomas J. Clarke）
- Thomas MacDonagh（英语：Thomas MacDonagh）
- Joseph Mary Plunkett
- Edward (Ned) Daly（英语：Edward Daly (soldier)）
- William Pearse（英语：William Pearse）
- Michael O'Hanrahan（英语：Michael O'Hanrahan）
- John MacBride（英语：John MacBride）
- Eamonn Ceannt
- Michael Mallin（英语：Michael Mallin）
- Cornelius Colbert（英语：Cornelius Colbert）
- Sean Heuston（英语：Sean Heuston）
- Sean MacDermott
- 詹姆斯·康诺利
- Thomas Kent（英语：Thomas Kent）
- Roger Casement（英语：Roger Casement）